# Julija Prokopčuk
Julija Anatol'evna Prokopčuk (in ucraino Юлия Анатольевна Прокопчук?; Ukraïnka, 23 ottobre 1986) è un'ex tuffatrice ucraina.
Con cinque ori, un argento e un bronzo vinti da individualista è la tuffatrice più medagliata ai campionati europei di nuoto/tuffi dal trampolino 10 metri.

## Biografia
Dopo avere cominciato a praticare la ginnastica artistica all'età di quattro anni, nel 1994 Prokopčuk ha cambiato sport iniziando a dedicarsi ai tuffi. Il suo debutto internazionale risale ai campionati mondiali di Montréal 2005; l'anno dopo, in occasione degli europei di Budapest 2006, ha iniziato a vincere le sue prime medaglie conquistando l'oro nella piattaforma 10 metri e il bronzo nei 10 metri sincro.
Julija Prokopčuk ha partecipato alle Olimpiadi di Pechino 2008 non riuscendo a superare la fase preliminare. Alle successive Olimpiadi di Londra 2012 si è piazzata dodicesima nella piattaforma 10 m e ottava nel sincro 10 m insieme a Viktorija Potechina. Ai Giochi di Rio de Janeiro 2016 non è andata oltre la semifinale.

## Palmarès
- Mondiali di nuoto

Barcellona 2013: bronzo nella piattaforma 10 m.
Kazan' 2015: argento nel team event.
- Europei di nuoto/tuffi

Budapest 2006: oro nella piattaforma 10 m e bronzo nel sincro 10 m.
Eindhoven 2008: argento nella piattaforma 10 m e nel sincro 10 m.
Budapest 2010: argento nel sincro 10 m.
Torino 2011: bronzo nel sincro 10 m.
Eindhoven 2012: oro nella piattaforma 10 m e argento nel sincro 10 m.
Rostock 2013: oro nella piattaforma 10 m e nel team event.
Berlino 2014: argento nel team event e bronzo nella piattaforma 10 m.
Rostock 2015: oro nella piattaforma 10 m e bronzo nel team event.
Londra 2016: oro nella piattaforma 10 m e nel sincro 10 m misti, argento nel team event.